# Saint-Denis-lès-Rebais
Saint-Denis-lès-Rebais település Franciaországban, Seine-et-Marne megyében. Lakosainak száma 989 fő (2022. január 1.). Saint-Denis-lès-Rebais Boissy-le-Châtel, Chauffry, Doue, Rebais, Saint-Germain-sous-Doue, Saint-Rémy-de-la-Vanne és Saint-Siméon községekkel határos.

## Népesség
A település népessége az elmúlt években az alábbi módon változott:
| Lakosok száma | 936  | 936  | 976  | 975  | 994  | 997  | 1005 | 1012 | 989  |
|               | 2013 | 2015 | 2016 | 2017 | 2018 | 2019 | 2020 | 2021 | 2022 |